# Companhia de Desenvolvimento dos Vales do São Francisco e do Parnaíba

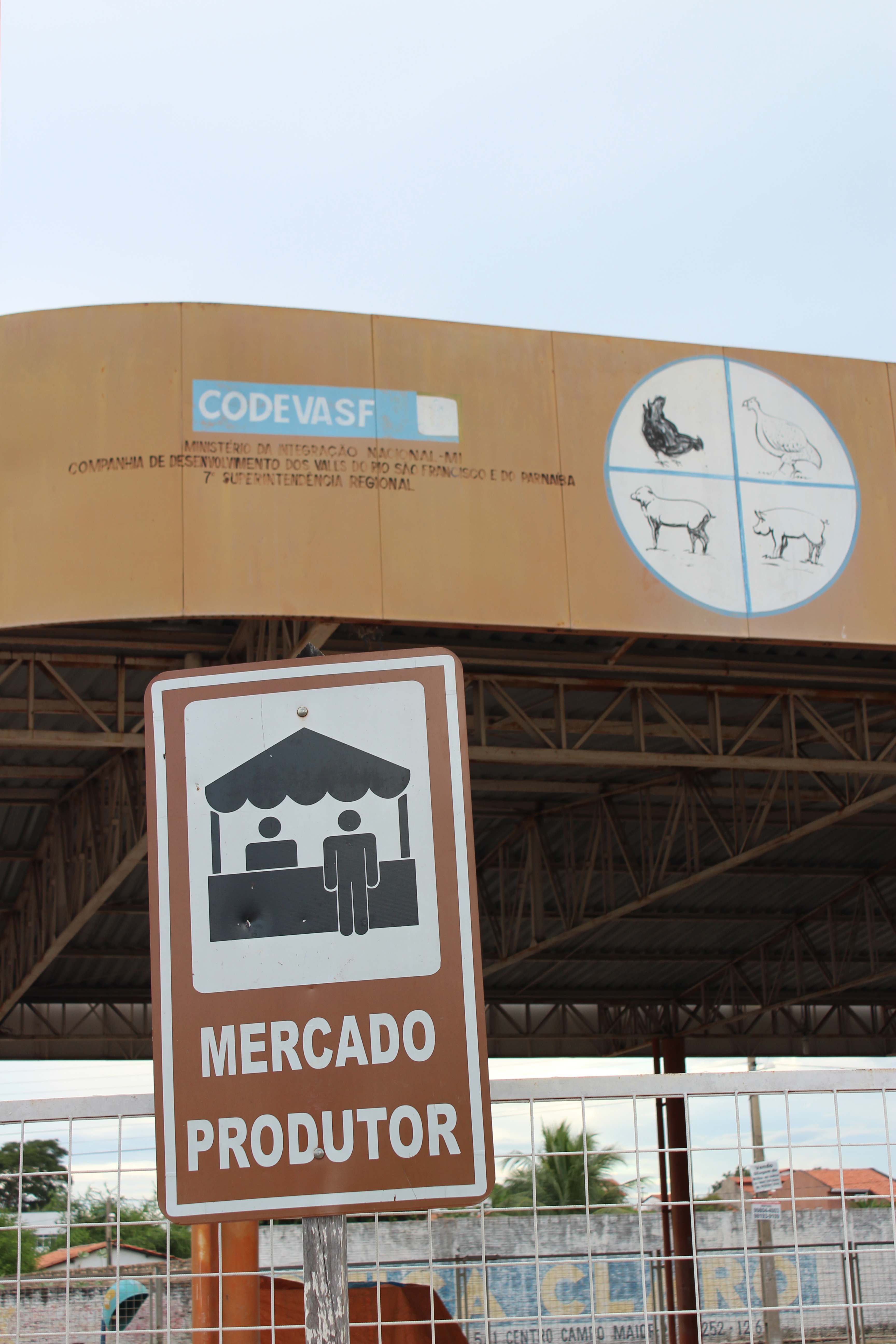
Placa de mercado do produtor rural no Piauí, construído com recursos da Codevasf.

A Companhia de Desenvolvimento dos Vales do São Francisco e do Parnaíba (Codevasf) é uma empresa pública brasileira, vinculada ao Ministério do Desenvolvimento Regional, cuja missão é desenvolver a bacia hidrográfica do rio São Francisco e a bacia do rio Parnaíba, de forma integrada e sustentável, contribuindo para a redução das desigualdades regionais. Desde a entrada em vigor da Lei nº 14.053, de 8 de setembro de 2020, a área de atuação da empresa abrange 3.113.903,78 km² do território nacional, o que corresponde a 36,59% do país. A Companhia opera em 2.675 municípios, localizados em 16 unidades da federação: Alagoas, Amapá, Bahia, Ceará, Distrito Federal, Goiás, Maranhão, Mato Grosso, Minas Gerais, Pará, Paraíba, Pernambuco, Piauí, Rio Grande do Norte, Sergipe e Tocantins. Sua sede e foro ficam em Brasília.

## Histórico

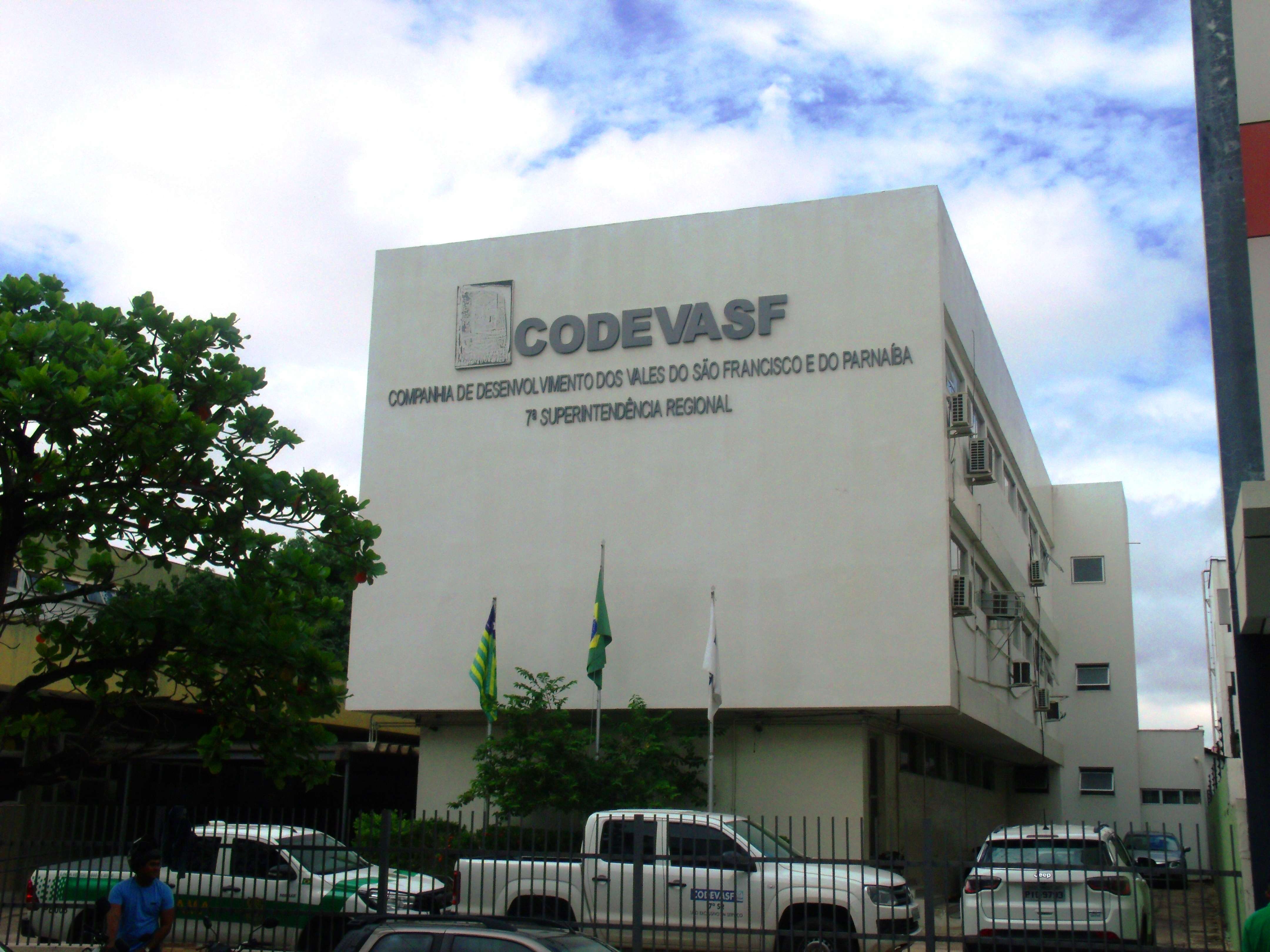
Edifício do órgão em Teresina

As origens do órgão remontam à Constituição brasileira de 1946, que no Art. 29 de suas Disposições Transitórias determinava ao Governo Federal "traçar e executar um plano de aproveitamento total das possibilidades econômicas do rio São Francisco e seus afluentes". Pela Lei nº 541, de 15 de dezembro de 1948, foi instituída a Comissão do Vale do São Francisco (CVSF), que atuou durante o vintênio previsto pela Carta Magna. A CVSF foi sucedida pela Superintendência do Vale do São Francisco (Suvale), criada pelo Decreto-lei nº 292, de 28 de fevereiro de 1967, uma autarquia vinculada ao Ministério da Integração Nacional.
A Codevasf foi criada pela Lei nº 6.088, de 16 de julho de 1974, já com este nome, então ainda restrita ao rio São Francisco. Hoje a instituição está vinculada ao Ministério do Desenvolvimento Regional. A Companhia sucedeu a Superintendência do Vale do São Francisco (Suvale).

## Área de atuação
Com a entrada em vigor da Lei nº 14.053, de 8 de setembro de 2020, a área de atuação da Codevasf passou a abranger 3.113.903,78 km² do território nacional, o que corresponde a 36,59% da área do país. A Companhia opera em 2.675 municípios, localizados em 16 unidades da federação: Alagoas, Amapá, Bahia, Ceará, Distrito Federal, Goiás, Maranhão, Mato Grosso, Minas Gerais, Pará, Paraíba, Pernambuco, Piauí, Rio Grande do Norte, Sergipe e Tocantins.
A bacia do São Francisco possui uma área total de 640.000km²; a bacia do rio Parnaíba soma outros 330.000km², o que dá uma área total de atuação do órgão de 970.000km². Dentro dessa área, a Codevasf criou Projetos Públicos de Irrigação, que são zonas agrícolas doadas ou compradas por agricultores, chamados colonos.
Quando criada, a estatal atendia a 504 municípios, ou 7,4% do território brasileiro. Atualmente, porém, esse número subiu para 2.675 municípios e 36,59% do território nacional, em 15 estados e no Distrito Federal.

## Controvérsias
Embora definida como sendo de "interesse público", a Codevasf foi citada em várias reportagens de 2019, que têm demonstrado o interesse eleitoral da empresa por parte dos políticos que a controlam, e suas ações no sentido de prejudicar comunidades agrícolas.
Em 28 de agosto de 2019, após luta do Centrão para ratear cargos no governo Bolsonaro, o General Fioravante cedeu o posto da presidência ao executivo Marcelo A. M. Pinto. A Codevasf também está no centro do esquema de Orçamento Secreto do governo federal.

## Projetos criados pela Codevasf
- Projeto Senador Nilo Coelho
- Projeto Curaçá
- Projeto Apolônio Sales

## Galeria

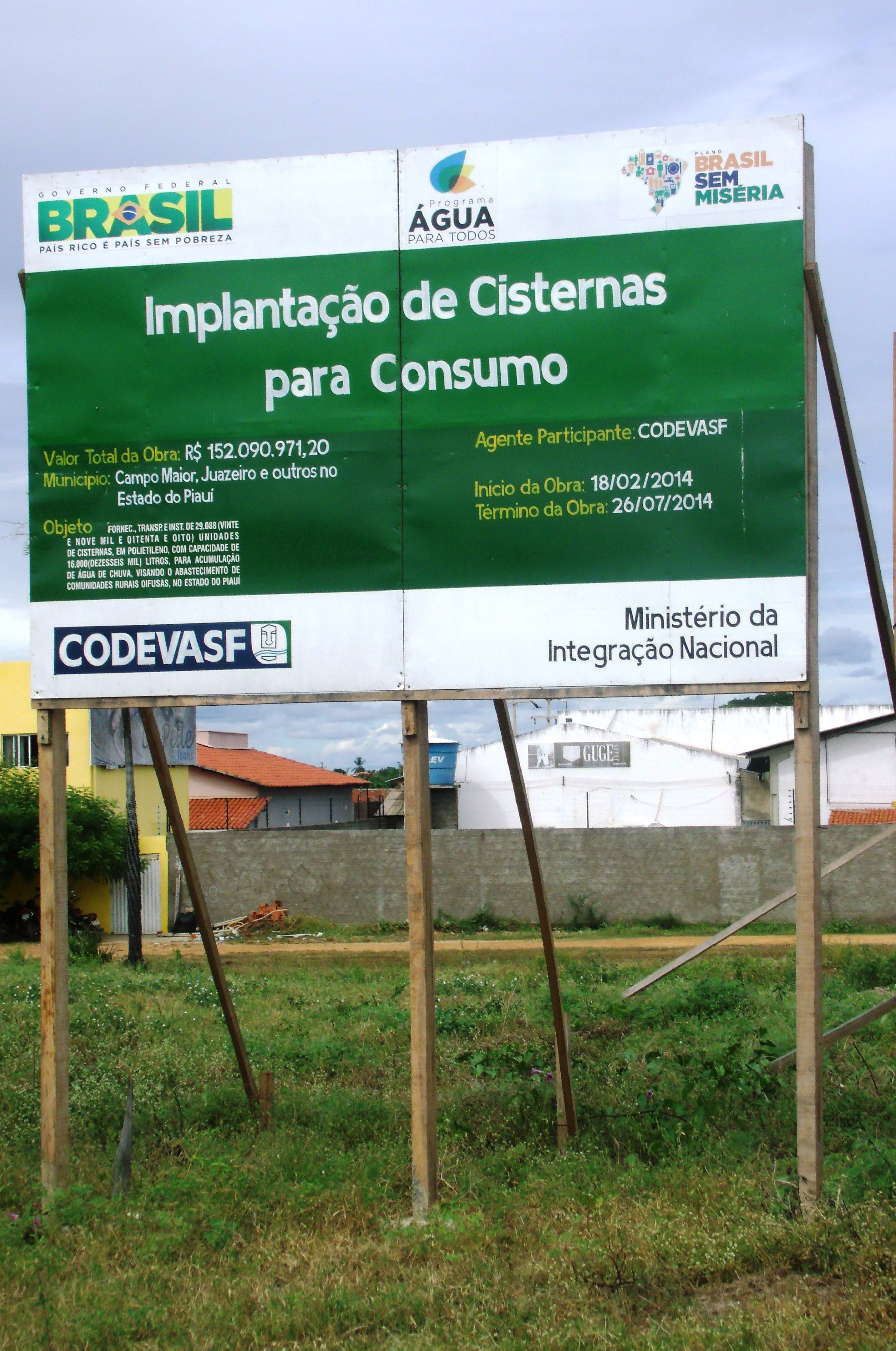
Placa de serviços de implantação de cisternas
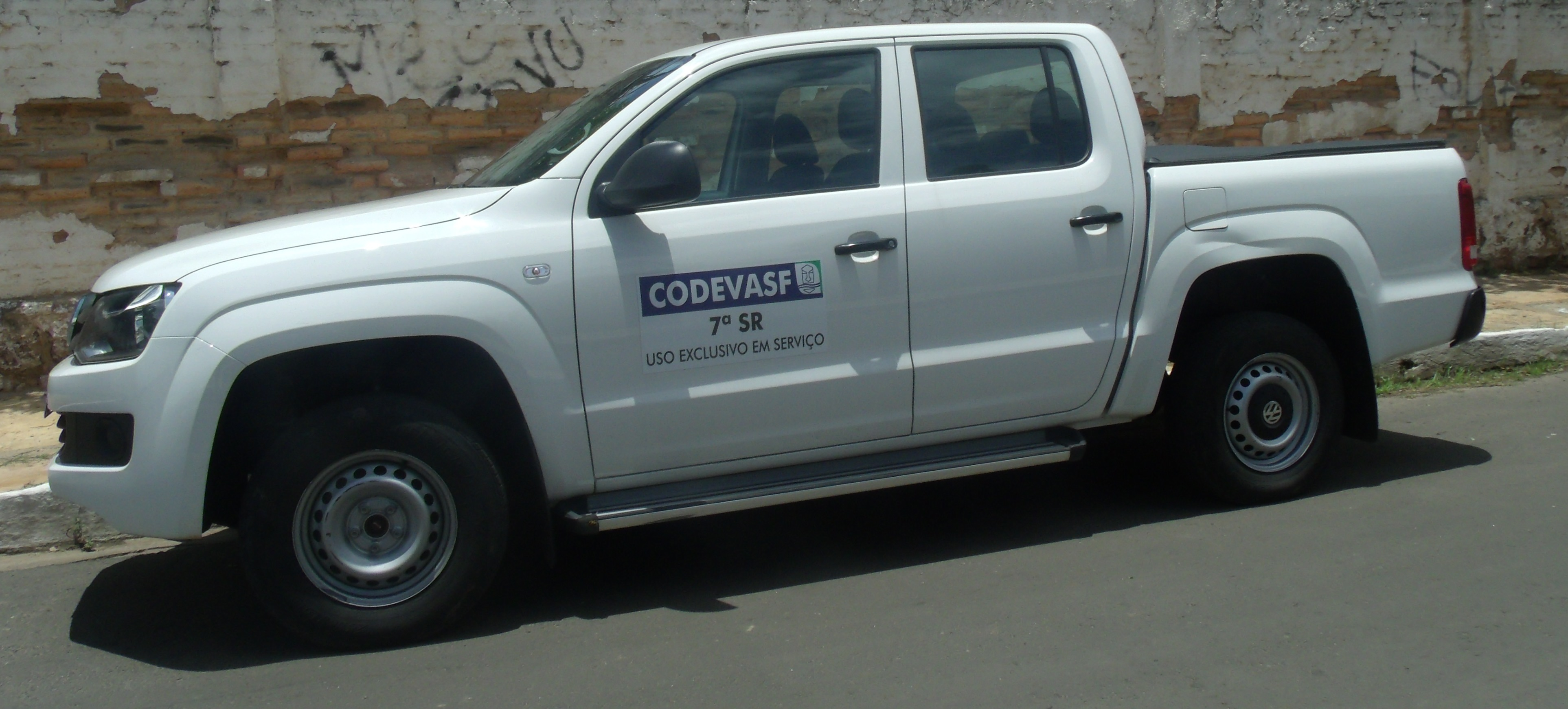
Veículo
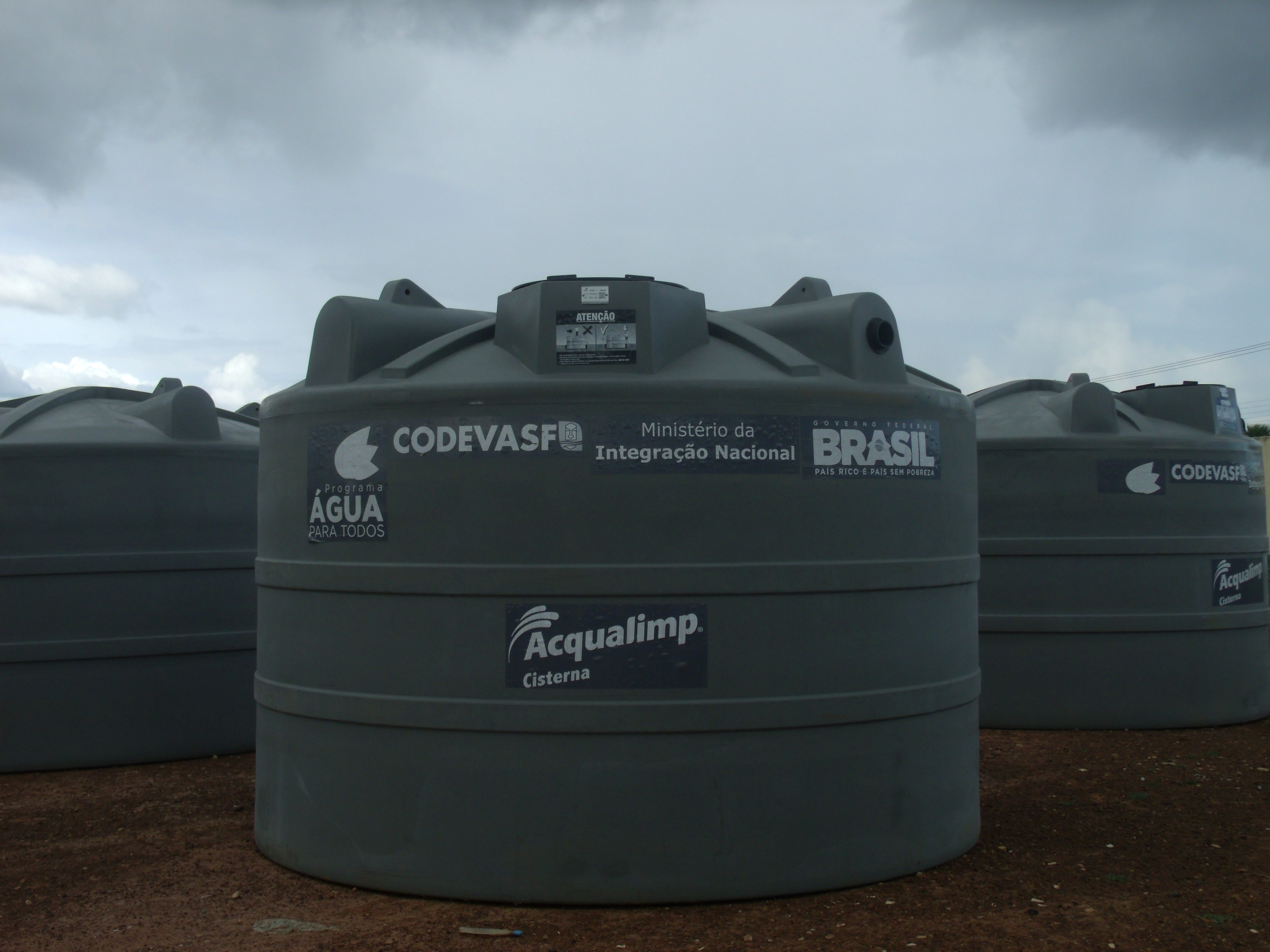
Cisterna do Programa Água para todos.
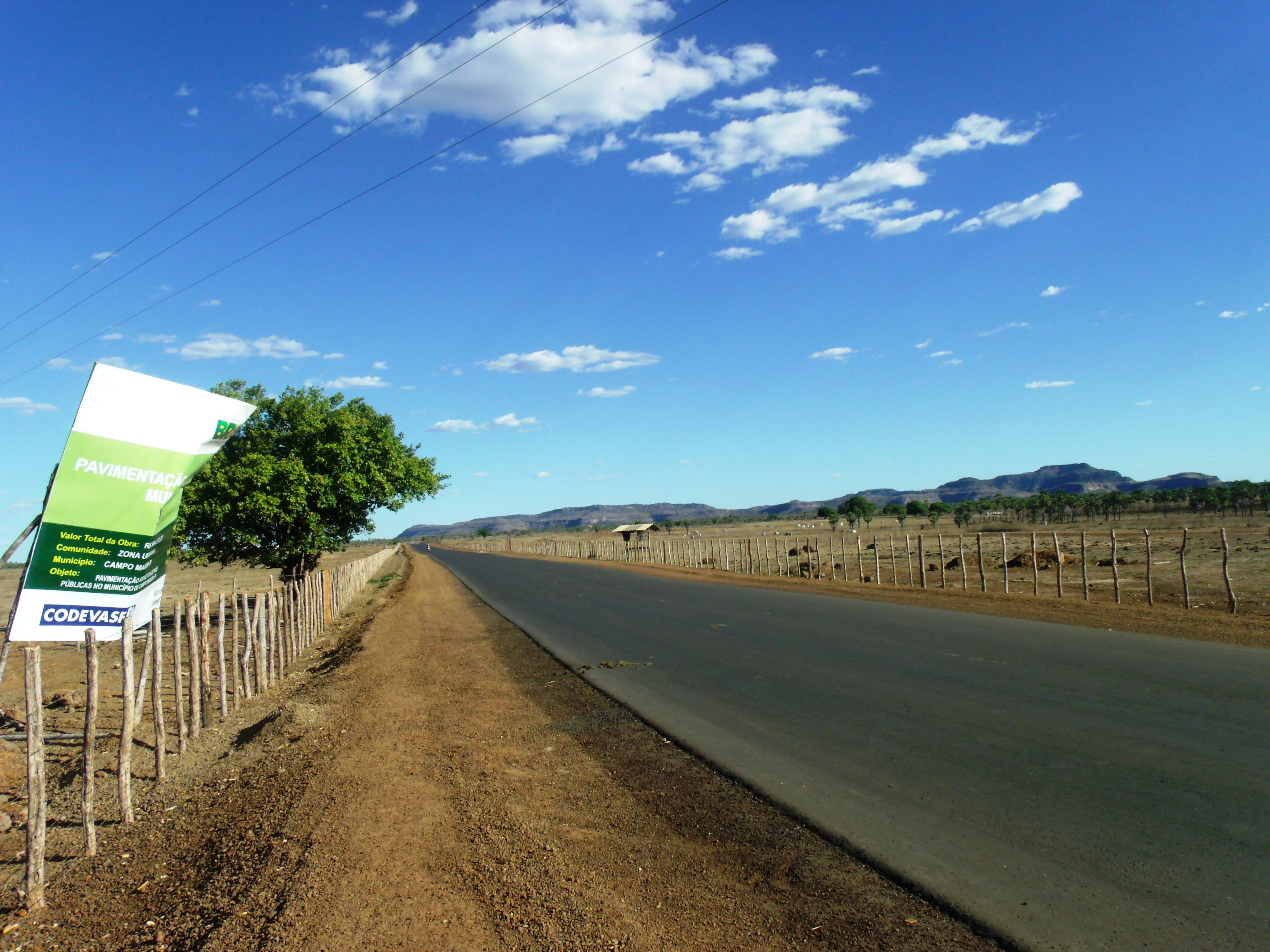
Obra de asfaltagem.
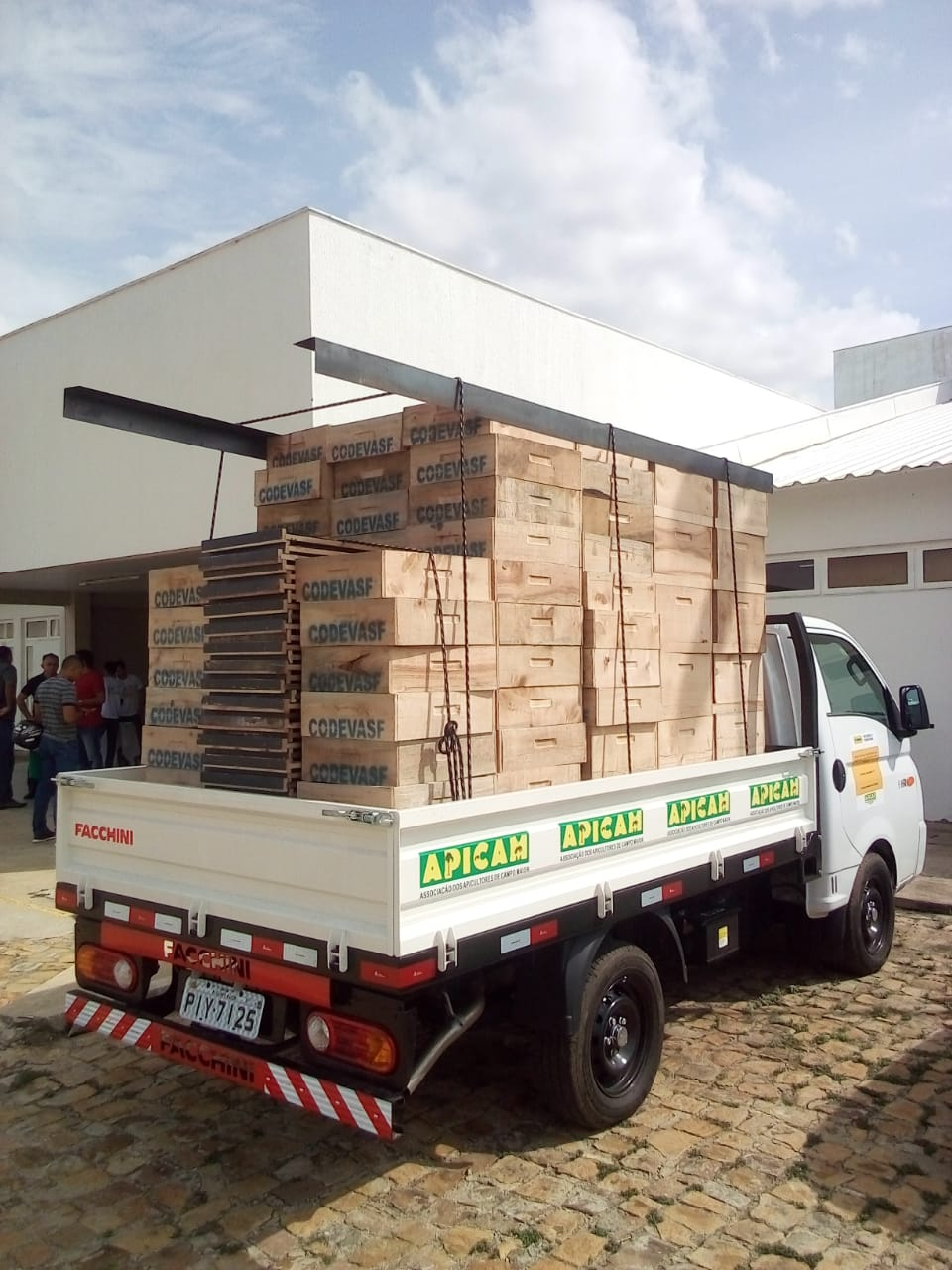
Veículo com caixotes para criação de abelhas.